# ドクウツギ科
ドクウツギ科（ドクウツギか、Coriariaceae）は双子葉植物の科で、ドクウツギ属（Coriaria）のみの約30種からなる。

## 特徴
いずれも木本。葉は対生または輪生する。花は両性または単性、放射相称で、萼および花弁5枚（緑色で目立たない）、雄蕊10本、雌蕊（離生）5本を持つ。花弁は残って果実を包み液果状になり、赤、黒などに熟す。多くの種は猛毒を含むが、一部（C. terminalis）のみ食用可能である。地中海付近、アジア中・東部、ニューギニア・ニュージーランドなどの太平洋諸島、中南米の温帯・熱帯に隔離分布し（前川文夫の主張する古赤道分布）、日本にはドクウツギ1種のみ自生する。
離生心皮などの特徴から、クロンキスト体系ではキンポウゲ目に入れていたが、APG植物分類体系ではウリ目としている。